# المعبوج (صامطة)
المعبوج هي إحدى القراى التابعة لمركز السهي في محافظة  صامطة التابع اداريا لامارة منطقة جازان في المملكة العربية السعودية، يسكن هذه القرية سكان ينتمون إلى قبيله الراجحي والمجربي والشوك ويمر الطريق الواصل بين السهي والموسم من خلالها وعدد سكان هاذه القرية يقدر بـ200شخص ولاتتمتع هاذه القرية بالكثير من مقومات الحياة مثل المراكز التجارية والصحية والتعليمية إذا ان سكانها يضطرون إلى الذهاب لباقي قرى مركز السهي الأخرى للحصول على الخدمات الضرويرة للحياة.

## روابط خارجية
- عدد سكان مناطق المملكة http://www.cdsi.gov.sa
- امارة منطقة جازان http://www.jazan.gov.sa